# Биг Мак
„Биг Мак“ (на английски: Big Mac) е вид 3-пластов хамбургер, който се изготвя и предлага във веригата закусвални „Макдоналдс“. Това е най-продаваният сандвич на компанията.

## Състав
Представлява сусамено хлебче с пълнеж от: марули, кисели краставици, лук, кашкавал и кюфте от говеждо месо.
В някои страни съставът на бургерите се променя по религиозни или други причини. Така например в Индия те са не от говеждо, а от овче месо, а в Израел се продава без кашкавалa заради изискванията на традиционната еврейска „кашер“ кухня.
Най-калоричен е в САЩ, където в 1 сандвич се съдържат 650 к/кал и 45 гр. мазнини. За сравнение В Германия 1 сандвич съдържа 495 ккал и 25 гр. мазнини.

## Индекс
Поради разпространението на сандвича в цял свят така нареченият Индекс „Биг Мак“ (по неговата осреднена цена) се използва от списание „Икономист“ за измерване на покупателната способност в съответната страна.